# Hold on Now, Youngster
Hold on Now, Youngster è il primo EP del gruppo musicale britannico Los Campesinos!, pubblicato nel 2006.

## Descrizione
L'EP  è stato registrato a metà del 2006. Sulla demo vi sono anche le tracce demo You! Me! Dancing! e It Started With A Mixx, che appariranno entrambe, registrate nuovamente, sul loro primo EP ufficiale, Sticking Fingers Into Sockets. La demo non è mai stata messa in commercio, ma era scaricabile dalla pagina MySpace della band o fornita in formato CD-R.

## Tracce
1. "You! Me! Dancing!" – 6:28
2. "It Started With a Mixx" – 1:30
3. "Death to Los Campesinos!" – 3:09
4. "Sweet Dreams, Sweet Cheeks" – 4:57

## Formazione
- Aleksandra Campesinos! – voce, tastiera
- Ellen Campesinos! – basso
- Gareth Campesinos! – voce, glockenspiel
- Harriet Campesinos! – violin, tastiera
- Neil Campesinos! – chitarra
- Ollie Campesinos! – batteria
- Tom Campesinos! – capo chitarre